# Opsaridium engrauloides
Opsaridium engrauloides  es una especie de pez de la familia de los ciprínidos del orden de los cipriniformes.

## Morfología
Los machos pueden llegar a medir 6,7 cm de longitud total.

## Distribución geográfica
Se encuentra en África: río Ubangui.